# Salim Halali
Salim Halali, pseudonimo di Simon Halali (in arabo سليم الهلالي‎?; Annaba, 30 luglio 1920 – Cannes, 25 giugno 2005), è stato un cantante e musicista algerino.
Molte delle sue canzoni rappresentano icone nel repertorio della musica arabo-andalusa e restano tutt'oggi popolari nei paesi del Maghreb e tra le comunità espatriate in Francia e in Israele.

## Biografia
Salim Halali è nato ad Annaba il 30 luglio 1920, da una famiglia originaria di Souk Ahras, da padre di origine turca e madre ebrea berbera. Approda a Marsiglia nel 1934, per poi raggiungere Parigi nel 1937.
La sua carriera inizia nei club parigini di flamenco. Sempre a Parigi, conosce l'artista algerino Mohamed el Kamel, che scrive per lui le sue prime canzoni, tra le quali Andaloussia, Sevillane, Taâli, Ardjaâ lebladek, Bine el barah oua el youm, Mounira, Nadira, El ouchq saïb e El qelb chahik. Decisiva fu anche la collaborazione con  Mohand Iguerbouchène. 
Alla fine degli anni 1930, la sua carriera e i suoi dischi riscossero un enorme successo in tutto il Maghreb.
Nel 1943, durante l'occupazione tedesca della Francia, la sorella diciassettenne Berthe, venne arrestata, per poi essere deportata ad Auschwitz, insieme a Claude, il neonato figlio di lei, di appena sette mesi.
Salim riuscì a sfuggire alle persecuzioni tedesche grazie alla protezione di Si Kaddour Benghabrit, primo imam della Grande Moschea di Parigi, che gli fornì un certificato che attestava che lui fosse musulmano e incidendo il nome del defunto padre su una tomba anonima nel cimitero musulmano di Bobigny. Benghabrit assunse Halali al caffè della moschea, dove ebbe l'occasione di esibirsi con grandi artisti come Ali Sriti e Ibrahim Salah. 
Nel 1947, Halali inaugurò a Parigi il cabaret Ismaïlia Folies. Nel 1948, ne aprì un secondo, Le Sérail.
Nel 1949, si trasferì in Marocco, dove acquistò un vecchio caffè a Casablanca, nel quartiere cosmopolita di Maarif, che trasformò in un prestigioso cabaret, Le Coq d'Or. Nel corso della sua permanenza in Marocco formò un duo con Haim Botbol. Dopo che il cabaret venne distrutto da un incendio, Salim ritornò in Francia, a Cannes, nei primi anni 1960.
Nel 1993, si ritirò in una casa di riposo a Vallauris e da allora visse nell'anonimato.
Morì a Cannes il 25 giugno 2005.